# Nikolai Spenul
Nikolai Spenul (în germană Nikolaj Spenul, în ucraineană Микола Спинул, transliterat Mîkola Spînul) (n. 5 decembrie 1867, Cuciurul Mic, Bucovina – d. 1928, Viena, Austria) a fost un pedagog, jurnalist și activist politic ucrainean din Bucovina. El a fost membru al administrației ucrainene instituite unilateral în Bucovina în noiembrie 1918, apoi consul al Republicii Populare a Ucrainei Occidentale la Viena.

## Biografie
Provenea dintr-o familie de agricultori din satul Cuciurul Mic (astăzi în raionul Zastavna, regiunea Cernăuți, Ucraina). A absolvit Școala Normală din Cernăuți, după care a efectuat serviciul militar în Regimentul 95 Infanterie. Fiind de meserie profesor, el a lucrat la școlile din Câmpulung Moldovenesc, Pârâul Negru, Vadul Nistrului și Cadobești (ultimele trei din raionul Zastavna). A ajuns mai târziu director de școală populară și, din 1907, inspector al școlilor elementare rutene din districtul Vășcăuți (Bucovina), apoi membru al Inspectoratului școlilor ucrainene din Cernăuți. A publicat articole pe teme de educație în revista "Bukovina".
S-a implicat pe plan politic, fiind activist al Partidului Național-Democrat, deputat în Parlamentul de la Viena (1907-1918) și în Dieta Bucovinei (1911-1918). El a fost ales în Colegiul electoral Cernăuți-Storojineț-Siret. În 1914 în timpul ocupației rusești din Bucovina, a fost luat ca prizonier în Siberia, de unde a revenit în 1915. Fiind de origine ucraineană, a fost membru al Radei Centrale Ucrainene de la Viena (1915-1916), participând la activitățile politice pentru înființarea unui stat ucrainean pe teritoriul estic al Austro-Ungariei. La 19 octombrie 1918, la Liov (Galiția), s-a proclamat Republica Populară a Ucrainei Occidentale. Noul stat includea și partea de nord a Bucovinei, cu orașele Cernăuți, Storojineț și Siret.
La 6 noiembrie 1918, s-a semnat un acord între comisarul național ucrainean Omelian Popowicz și auto-proclamatul comisar național român Aurel Onciul cu privire la împărțirea Bucovinei între noul stat ucrainean și un guvern românesc inexistent. Deși Onciul nu dispunea de o delegație pentru a semna acest acord, el nefiind împuternicit în acest sens de Consiliul Național Român din Bucovina (organismul politic care reprezenta interesele românilor bucovineni), autoproclamatul guvern ucrainean a dispus ocuparea Palatului administrativ din Cernăuți de către milițiile ucrainene. O delegație a Radei naționale ucrainene formată din deputații Ilia Semaka și Nikolai Spenul și din Omelian Popowicz și Ilie Popowicz l-a somat pe guvernatorul austriac Etzdorf să predea puterea administrativă în teritoriile ucrainene din Bucovina, precum și în orașul Cernăuți, către Rada națională ucraineană. Guvernatorul a cedat în fața forței (palatul fiind deja ocupat de milițiile ucrainene) și a semnat un proces-verbal prin care trecea puterea administrativă în Bucovina către Omelian Popowicz și Aurel Onciul.
Pentru mai multe detalii, vedeți Lovitura de stat din Ducatul Bucovinei din 6 noiembrie 1918.
Consiliul Național Român nu a recunoscut actul semnat de Onciul și s-a opus împărțirii teritoriului Bucovinei și, în condițiile în care trupele de haidamaci ucraineni începeau să ocupe clădirile din Cernăuți, a solicitat ajutor militar din partea guvernului român pentru menținerea ordinii și protejarea vieții cerățenilor. La 9 noiembrie 1918, Divizia 8 Română condusă de generalul Iacob Zadik a intrat în Bucovina "pentru a ocroti viața, avutul și liberatatea locuitorilor de orice neam și credință împotriva bandelor de criminali care au început opera lor de distrugere" (după cum spunea proclamația adresată bucovinenilor de generalul Zadik), iar la 11 noiembrie a intrat în Cernăuți alungând bandele de haidamaci ucraineni. 
Pentru mai multe detalii, vedeți Intervenția Armatei României în Bucovina în 1918.
La 15/28 noiembrie 1918, Congresul General al Bucovinei format din reprezentanți ai românilor, germanilor și polonezilor, evreii și ucrainenii refuzând să răspundă invitației, a hotărât Unirea Bucovinei cu România.
După Unirea Bucovinei cu România (1918), Nikolai Spenul a fost numit în 1919 în funcția de consul al Republicii Populare a Ucrainei Occidentale la Viena, dar s-a întors ulterior la Cernăuți. A murit în 1928.